# Vampula
Vampula est une ancienne municipalité du sud-ouest de la Finlande, dans la région du Satakunta.
Elle a fusionné avec Huittinen le 1er janvier 2009.

## Géographie
La petite commune est assez typique du Sud-Ouest du pays. Peu de relief, et plus de champs cultivés que partout ailleurs, la forêt ne couvrant que 51 % du territoire et les lacs 1 %, soit des taux bien inférieurs aux moyennes de la Finlande. La rivière Loimijoki traverse le centre administratif.
Aucune ville importante ne se situe à proximité. Le petit centre urbain de Huittinen se situe à 17 km.
On y trouve également un petit aérodrome.

## Histoire
La commune fait historiquement partie de l'orbite de la ville de Huittinen. Elle n'a commencé à prendre un peu d'autonomie en 1590 avec la construction d'une première église. En 1635 sa population est de 314 habitants. La municipalité est fondée en 1867, à la suite de la loi sur l'organisation communale de 1865.
Une nouvelle église est construite en 1894 et est toujours en service aujourd'hui.
La commune culmine à près de 4 000 habitants dans les années 1950, avant de connaître un fort déclin lié à l'exode rural, qui rend sa fusion avec Huittinen très probable dans les années à venir.